# 오사와고촌
오사와고촌(大沢郷村)은 아키타현 센보쿠군에 있던 촌이다. 현재의 다이센시 북서부, 유모노 강 좌안, 아키타 자동차도 니시센보쿠 휴게소의 남쪽 일대에 해당한다.

## 역사
- 1889년 4월 1일 - 정촌제 시행에 의해 7촌의 구여긍로 성립하였다.
- 1955년 3월 1일 - 가리와노정, 쓰치카와촌, 고와쿠비촌과 합병해 니시센보쿠정이 성립해, 동일 오사와고촌이 폐지되었다.

## 교통

### 도로
- 가리와노 가도

현재는 옛 촌역을 아키타 자동차도가 통과하지만, 당시는 미개통.